# 大覚寺 (尼崎市)
大覚寺（だいかくじ）は、兵庫県尼崎市寺町にある律宗の寺院。山号は月峯山、本尊は千手十一面観音。
摂津国八十八箇所第65番札所で、現存する尼崎最古の古刹である。

## 概要
寺伝によると、百済の僧・日羅が聖徳太子の命により剣尾山（大阪府豊能郡能勢町）に月峰寺を創建、推古天皇13年（605年）には長洲（尼崎市）に剣尾山を遥拝する灯炉堂を建立したのが始まりと伝えられる。

## 歴史
- 建治元年（1275年） 琳海が尼崎（現在の東本町）に再興、14世紀には門前に市場が設けられ市庭町として発展する[1]。
- 延文4年（1359年） 足利義詮が在陣する。
- 元和3年（1617年） 尼崎城築城にともない現在地へ移転した。
- 明治10年（1877年） 大火で伽藍が焼失する。
- 昭和13年（1938年） 本堂が再建された。

## 文化財
- 大覚寺文書 - 兵庫県指定重要有形文化財に指定されている（昭和42年（1967年）3月31日）。

## 年中行事
- 2月3日 節分祭 - 本堂手前の能舞台で、大覚寺狂言が執行される。狂言は、明治以後、行なわれなくなっていたが、昭和28年（1953年）に復活した。

## 所在地・交通
- 兵庫県尼崎市寺町9
  - 阪神本線 尼崎駅 徒歩6分